# Кастель-ди-Юдика
Кастель-ди-Юдика (итал. Castel di Iudica) — коммуна в Италии, располагается в регионе Сицилия, в провинции Катания.
Население составляет 4753 человека (2008 г.), плотность населения составляет 46 чел./км². Занимает площадь 102 км². Почтовый индекс — 95040. Телефонный код — 095.
Покровительницей коммуны почитается Пресвятая Богородица (Maria Santissima delle Grazie), празднование во второе воскресение августа.

## Демография
Динамика населения:

## Администрация коммуны
- Официальный сайт: http://www.comune.casteldiiudica.ct.it/